# Bunschoten
Bunschoten  è una municipalità dei Paesi Bassi di 21 500 abitanti situata nella provincia di Utrecht.